# Тархан-Моуравовы
Тархан-Моуравовы (Тархан-Моурави, груз. თარხან-მოურავი, Тархнишвили (груз. თარხნიშვილი), Тархановы, Тархановы-Моуравовы, Моуравовы, Моуравишвили) — грузинский княжеский род, относящийся к высшей грузинской аристократии. 
Род внесён в V часть родословной книги Тифлисской губернии.

## Происхождение и история рода
Род Тархан-Моурави представляет собой ветвь князей Саакадзе. 
Родоначальником князей Тархан-Моурави является национальный герой Грузии, государственный деятель и полководец Георгий Саакадзе, известный, как «Великий Моурави». В 1605 году Георгий Саакадзе сменил своего отца Сиауша на посту моурави (наместника) Тбилиси. Позже он также был назначен моурави Цхинвали и Двалети. Его сестра стала царицей Картли — женой царя Луарсаба II (1607—1614). 
В период борьбы с Ираном Великий Моурави единолично управлял Картлийским царством и в этой связи в некоторых источниках упоминается как владетель, властелин и господарь Картли. Более того, после Марткопской победы 1625 года феодалы и народ Картли предлагали престол и корону Великому Моурави, но он отказался, не желая смены династии. 
Царь Картли Георгий X (1601—1606) возвёл Великого Моурави в степень князя первой степени (тавади, мтавари) под фамилией Моурави. Об этом же пишет и царевич Вахушти Багратиони в описании Грузинского царства: «Моуравишвили — это Саакадзе, царём возведённый в мтавары». 
Такое усиление Саакадзе привело к необходимости каким-либо образом подчеркнуть его первенство, а поскольку Грузия в ту эпоху находилась в вассальной зависимости от Ирана, то шах Аббас I (1587—1629) ему и его потомкам «… пожаловал Тарханство в качестве фамилии…».
Таким образом, фамилия Тархан-Моурави представляет собой два титула рода, ставшие фамилией и передававшиеся по наследству. 
Единственным продолжателем рода Великого Моурави по мужской линии был его внук (по другой версии — сын) Иорам, которого чрезвычайно положительнно охарактеризовал Пешанги в своей поэме «Шахнавазиани». Царь Ростом (1632—1658) с согласия шаха Аббаса II (1642—1666) подтвердил тарханство Иорама, причём назвал его Тарханом меджлиса (меджлисом именовался верховный совет при царе, принимавший решения по наиболее важным делам государства, а во время отсутствия царя на меджлис возлагалось управление страной). Потомки Иорама именовались князьями Тархан-Моурави, Тархнишвили, Моуравишвили, а титул Тархана передавался главе рода из поколения в поколение, вплоть присоединения Грузии к России. Согласно некоторым источникам, в качестве наследственных тарханов князья Моурави имели ряд привилегий, в том числе привлечение их к ответственности за преступления было крайне затруднено («за первые девять совершенных крупных преступлений (тархан) не привлекается к ответственности, и это ему не ставится в упрек»). 
Великий Моурави завершил начатый его дедом Георгием Патрони процесс формирования собственного удельного княжества с резиденцией в Носте. С середины XVII века это княжество называется Сатархно. В Носте находилась крепость, включающая шестиэтажную боевую башню, дворец, жилые помещения и конюшни, а также две родовые церкви — Святой Троицы и Пресвятой Богородицы. В XVII веке резиденция князей была перенесена в город Ахалкалаки, который стал политическим, экономическим и культурным центром княжества. Какое-то время Сатархно входило в число восьми крупнейших княжеств Грузии. Во владении князей Тархан-Моурави находилось около 100 населённых пунктов, на сегодняшний день сохранилось 11 церквей, связанных с членами рода. Вассалами рода Тархан-Моурави в качестве удельных князей Сатархно было более 10 дворянских родов, в том числе титулованных.

## Роль в истории Грузии
Значение рода Тархан-Моурави прослеживается и в военной сфере. Так, в 1471—1505 годах в Картли создаются 4 «садрошо» (военных округа), возглавляемые самыми знатными и влиятельными родами: Передовое садрошо — князьями Бараташвили, которых затем сменили Орбелиани, правое — Амилахвари, левое — Мухранбатони (Багратион-Мухранскими), и замыкающее «царское» — Цицишвили (Цициановыми). Однако, Великий Моурави, став правителем царского домена, потеснил Цицишвили и сам возглавил царское садрошо, а затем вообще стал главнокомандующим Картлийского войска. В периоды пребывания Великого Моурави в Иране и Турции во главе царского садрошо вновь стояли  Цицишвили. Однако, в 1640 году наследник Великого Моурави Иорам снова возглавил царское садрошо и в 1643 году «войсками того округа» смог перекрыть дороги бунтарю Цицишвилили, поддерживаемому Чхеидзе и другими родами Имеретии, и продержался  до прихода войск царя Ростома, а затем в завязавшемся сражении даже пленил Чхеидзе.
Среди потомков Иорама были его внук Луарсаб Тархан-Моурави (Тархан Луарсаб), возглавлявший царское садрошо, и правнук, Георгий Тархан-Моурави (Тархан Георгий), которого царь Ираклий II назначил первым командующим грузинской артиллерией. Кроме того, царь Ираклий II создал в Картли восемь регулярных военных частей, называемых мориге (досл. «дежурные»), во главе которых были поставлены начальники — минбаши. Среди восьми Картлийских минбаши трое были представителями рода Тархан-Моурави.
В каждом поколении князей Саакадзе, а затем и князей Тархан-Моурави, один из сыновей посвящался Богу и принимал монашество. В 1686 году царь Георгий XI закрепил за родом Тархан-Моурави должность настоятеля Кватахевского монастыря «с тем условием, что не должны в вашем доме закончиться монахи», то есть, если бы в роду остались только мужчины-миряне, то эта привилегия была бы утрачена.
Род Тархан-Моурави сохранил свою влиятельность и после присоединения Грузии к России. В этот период Бакинским губернатором был генерал-лейтенант Константин Давидович Тархан-Моурави, правителем южного Дагестана — генерал-лейтенант Иосиф Давидович Тархан-Моурави, а управляющим Нухинского округа — генерал-майор Рамаз Дмитриевич Тархан-Моурави.

## Князья Тархановы
Непосредственным родоначальником князей Тархановых является князь Луарсаб Тархан-Моурави, сопровождавший в Персию царя Теймураза II и осыпанный милостями Шах-ан-Шаха Надира I. Его сын Заза, посол Грузии в Санкт-Петербурге (1772), имел детей: Соломона, Давида, Дмитрия, Луарсаба, Бессариона и Елену, которые были признаны в княжеском Российской империи достоинстве под фамилией Тархановых (11 февраля 1826). 

## Известные представители
- Тархан-Моуравов, Иосиф Давыдович (1816—1878) — русский генерал, участник покорения Кавказа и Крымской войны.
- Тархан-Моуравов, Константин Давыдович (1811—1869) — генерал-лейтенант, бакинский губернатор.
- Тархан-Моуравов, Роман Дмитриевич (1806—1866?) — генерал-майор, участник Кавказской войны.
- Тарханов, Иван Романович (1846—1908) — физиолог и педагог, сын Романа Дмитриевича Тархан-Моуравова
- Тархан-Моуравов, Сергей Григорьевич — Георгиевский кавалер; поручик; 24 ноября 1917.
- Тархан-Моурави, Давид Иорамович (1963) — грузинский политик и общественный деятель